# Орехов, Кирилл Николаевич
Кирилл Николаевич Орехов (27 января 1999, Орёл, Россия) — российский футболист, полузащитник.

## Биография
Начал заниматься футболом в Орле, играл на позиции нападающего. На одном из турниров был замечен селекционером «Чертаново», где был переведён в полузащиту. В феврале 2014 года перешёл в академию московского «Спартака». В составе команды «Спартака» 1999 года рождения серебряный призёр летнего первенства Москвы 2014, чемпион России 2014, победитель и лучший игрок зимнего первенства Москвы 2015. В сезонах 2015/16 — 2017/18 в молодёжном первенстве России сыграл 37 матчей, забил три гола. Провёл шесть игр в Юношеской лиге УЕФА 2017/18.
В конце июля 2018 года перешёл в тульский «Арсенал». Сыграл за молодёжную команду четыре игры, и 20 сентября был отзаявлен. 27 марта 2019 года перешёл в клуб высшей лиги Белоруссии «Торпедо» Минск.
В 2014—2015 годах провёл пять матчей, забил один гол за юношескую сборную России (тренер Сергей Матвеев).